# Лесное Озеро
Лесное Озеро (до 1997 года — посёлок санатория «Лесное Озеро») — посёлок сельского типа в Московской области России. Входит в городской округ Солнечногорск.
Население — 625 чел. (2010).
Находится в 51 км от Москвы. В посёлке Лесное Озеро расположен одноимённый санаторий. Ближайшая станция «Подсолнечная».

## История
1987—1994 гг. — посёлок Соколовского сельсовета Солнечногорского района.
С 1994 до 2006 гг. деревня входила в Соколовский сельский округ Солнечногорского района..
С 2005 до 2019 гг. деревня включалась в Соколовское сельское поселение Солнечногорского муниципального района.
С 2019 года деревня входит в городской округ Солнечногорск, в рамках администрации которого деревня относится к территориальному управлению Соколовское.

## Население
| 2002 | 2010 |
| ---- | ---- |
| 639  | ↘625 |